# Axiogynodiastylis fimbriata
Axiogynodiastylis fimbriata är en kräftdjursart som beskrevs av Sarah Gerken 200. Axiogynodiastylis fimbriata ingår i släktet Axiogynodiastylis och familjen Gynodiastylidae. Inga underarter finns listade i Catalogue of Life.